# 尼爾斯·索爾森
尼爾斯·索爾森（Nils Thorsson，1898年10月24日—1975年10月25日）是瑞典出生的陶藝設計師。索爾森自十三歲起加入哥本哈根的Alumina瓷器工廠，自哥本哈根技術學院畢業後，繼續留在Alumina瓷器工廠，1933年至1969年間於Alumina擔任藝術總監。後來Alumina與皇家哥本哈根瓷器合併後，繼而成為皇家哥本哈根瓷器藝術總監 。1925年，他憑一系列的彩陶器，在巴黎國際裝飾藝術及現代工藝博覽會中獲得金獎。現時索爾森的作品分別展藏於維多利亞與艾伯特博物館、瑞典國立博物館及國立藝術、建築和設計博物館等。